# Анастасія Лінь
Анастасія Лінь (китайське прізвище та ім'я: 林耶凡, піньїнь: lín yēfán; нар. 1 січня 1990) — канадська акторка та модель, учасниця конкурсів краси і правозахисниця китайського походження. Побудувала кар'єру, знімаючись у фільмах, присвячених порушенню прав людини в Китаї. У січні 2016 року Лунь увійшла до списку «Топ-25 до 25 років» MTV Fora. У червні 2016 року вона виграла премію Leo Award за кращу жіночу роль у фільмі The Bleeding Edge. 
Вигравши титул Miss World Canada у 2015 році, Лунь мала представляти Канаду на конкурсі Miss World 2015 у Китаї, але влада КНР відмовила їй у візі, оголосивши її персоною нон грата. Звістка про відмову в участі, а також її подальша спроба в'їхати до КНР через Гонконг протягом кількох тижнів привертали увагу світової преси, що призвело до появи статті на першій шпальті в The New York Times, а також редакційних статей у великих газетах. Велика частина публікацій хвалила Лінь за хоробрість та «опір тиранії», використовуючи нову форму — конкурс краси, її діяльність була освітлена як «щирий захист свободи совісті». Аналітики запідозрили, що причина відмови у в'їзді до КНР пов'язана із діяльністю Лінь із захисту прав людини в Китаї та відповідним вибором ролей у кіно.
Лінь представляла Канаду на Miss World 2016 у Вашингтоні, округ Колумбія.

## Ранні роки та освіта
Анастасія Лінь народилася в Китаї в провінції Хунань, де ходила до початкової школи, поки не переїхала до Торонто (Канада) з матір'ю у віці 13 років. Її батько є генеральним директором великої компанії, яка постачає медичне обладнання, мобільні телефони Samsung та інші продукти до Китаю.
Мати Лінь працювала університетською професоркою в Китаї, викладала економіку та міжнародні фінанси, і саме тому Лінь зрештою покинула країну. "Моя мати вважала, що західне навчання для мене буде кращим... Я дуже товариська, самовпевнена людина", сказала Лінь в інтерв'ю для Macleans. Вона характеризує свою матір як "маму-тигра", яка відправила її до початкової школи на два роки раніше та змусила її вчитися грати на класичному фортепіано з дитинства. Щодня о 6 ранку Лінь піднімалася на гору, на вершині якої мати викрикувала слова з англійського словника, щоб поліпшити свою вимову". Саме з тієї ж вершини гори Анастасія та її мати змогли вловити сигнал «Голосу Америки», зазвичай заборонений в Китаї.
Лінь пішла до середньої школи у Ванкувері, перш ніж переїхати в Торонто. Дізнавшись про криваву розправу на Тяньаньмень і про переслідування Фалуньгун, вона сама почала розмовляти з дисидентами. "Це дійсно мене вразило і я хотіла щось зробити для них. Я чула їх історії та хотіла зобразити їх безнадійне становище, оскільки вони залишилися не почутими».
Вона є випускницею Університету Торонто (зі ступенем бакалавра у сфері мистецтвознавства).

## Кар'єра акторки
З початку акторської кар'єри у віці 7 років Лінь зіграла у понад 20 фільмах і телевізійних постановах. Найбільш помітно вона попрацювала в головних ролях у кількох фільмах про права людини в Китаї.
У першому фільмі Лінь грала ученицю, що загинула в погано збудованій школі під час землетрусу в китайській провінції Сичуань у 2008 році. У 2011 році вона зіграла в Beyond Destiny, який завоював премію «Золота пальма» на Міжнародному кінофестивалі в Мексиці та премії «За заслуги» на Indie Fest у Каліфорнії. У 2014 році дівчина зіграла репортера Центрального телебачення Китаю (CCTV) у сатиричній серії "Великі шорти" (народна назва головної будівлі CCTV). У тому ж році вона знялася в фільмі "Червоний лотос", шведській постановці, заснованій на подіях переслідування Фалуньгун компартією у Китаї. Її останній фільм «край, що кровоточить», створений творцем фільму Human Harvest відзначеного нагородою Peabody Award, являє собою трилер, заснований на реальних подіях, де Анастасія грає людину, що практикує Фалуньгун. Фільм було створено в 2016 році.

### Фільмографія
| Рік  | Назва                | Роль          | Примітки |
| ---- | -------------------- | ------------- | -------- |
| 2011 | Приречений           | Цянь Цянь Цуї |          |
| 2011 | За межами долі       | Лілія         |          |
| 2012 | Учитель фортепіано   | Цзи Сі        |          |
| 2014 | Червоний лотос       | Лянь          |          |
| 2016 | Край, що кровоточить | Цзін          |          |

### Телебачення
| Рік  | Назва        | Роль      | Примітки |
| ---- | ------------ | --------- | -------- |
| 2014 | Великі шорти | Dandan Lv | Сезон 1  |

### Участь у шоу
Анастасія Лінь брала участь у конкурсах краси протягом кількох років, вигравши Міс Світу Канада у 2015 році. Двома роками раніше, 2013 році в цьому ж конкурсі вона отримала друге місце. Змагаючись за перше звання Міс Світу Канада у 2013 році, вона присвятила свою фортепіанну композицію "тим, хто втратив життя за свою віру і мільйонам людей, які досі борються за свою віру сьогодні". Заявка дівчини на участь в конкурсі 2015 року містила в собі відео з побажаннями «світла і сміливості тим, хто все ще перебуває в темряві».

### Відмова в участі у конкурсі Міс Світу 2015

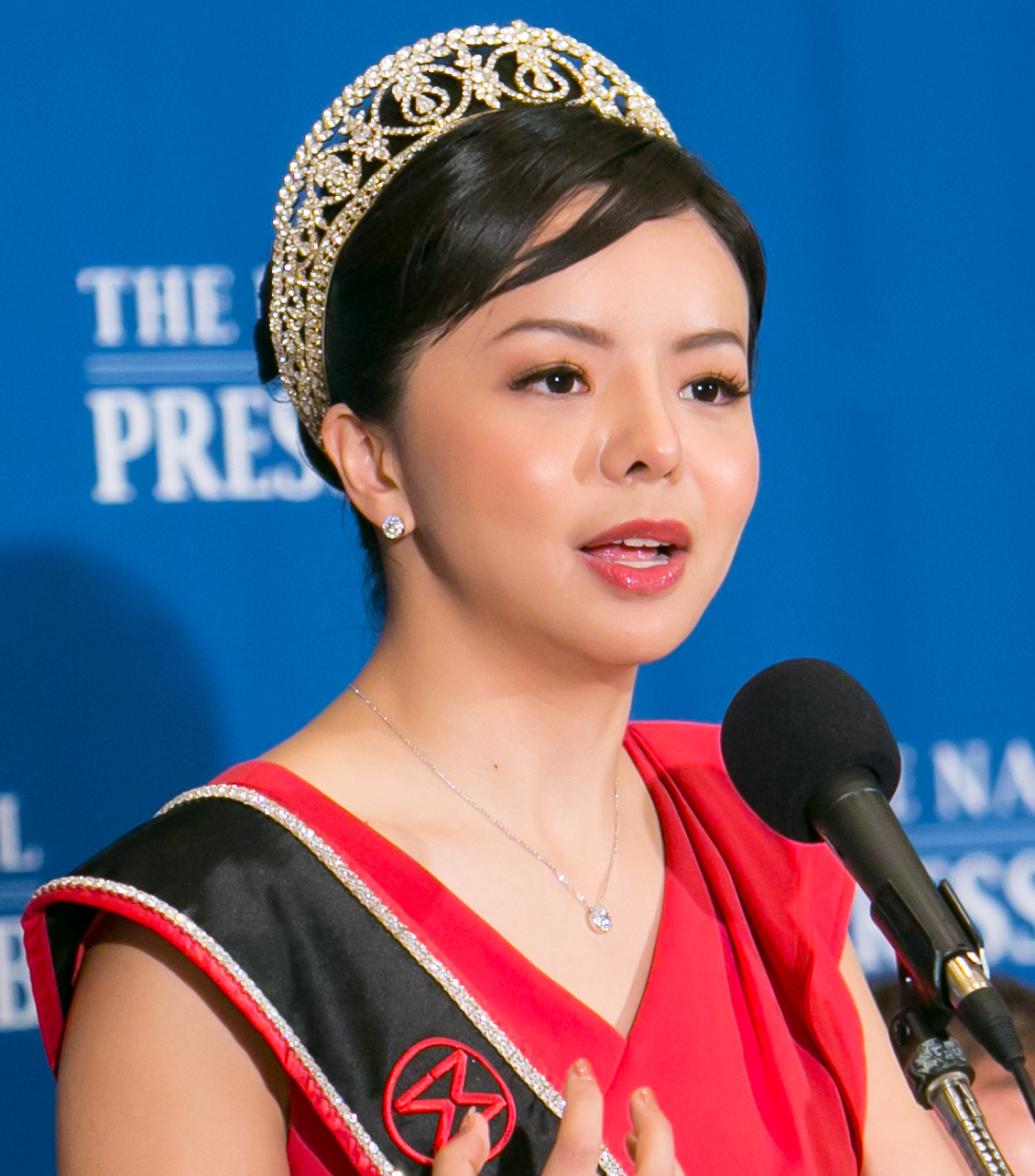
Лінь свідчить перед Конгресом Сполучених Штатів, 2015

У кінці листопада, після того, як Анастасія Лінь не отримала листа-запрошення від уряду КНР, яке б підтримало її запит на отримання візи для участі в конкурсі Міс Світу 2015, вона зробила висновок, що їй відмовлено в праві брати участь в конкурсі. Вона припустила, що причиною стали її відкриті промови щодо порушень прав людини в Китаї.
Пізніше факт заборони було підтверджено, оскільки співробітники посольства Китаю в Оттаві оголосили її персоною нон грата, у той час, коли дівчина прямувала до Гонконгу. Дівчина спочатку сподівалася скористатися спеціальною візовою політикою провінції Хайнань для канадських громадян і намагалася переїхати до Санья з Гонконгу літаком Cathay Pacific з Канади. 26 листопада 2015 року співробітники аеропорту Гонконгу повідомили Лінь, що їй не буде видана віза для посадки в Санья, підтверджуючи відмову у в'їзді до КНР. Китайські чиновники імміграційної служби не надали будь-яких підстав для відмови. В електронному листі Globe and Mail, що стосується статусу Лінь, китайське посольство в Канаді заявило, що "Китай не дозволяє будь-якій персоні нон грата приїхати до Китаю".

#### Реакція
Відмова Лінь в участі у конкурсі краси призвела до значної уваги та коментарів ЗМІ. Редакція Washington Post заявила, що "ми ... вважаємо, що режим [компартії] дійсно загрожує будь-кому, хто не дотримується його лінії. Генеральний секретар Сі Цзіньпін і його політбюро стверджують, що вони хочуть ринкових реформ, але одночасно вони закручують гвинти громадянському суспільству, інтернет-дебатам, ЗМІ, незалежним церквам або будь-кому, хто може кинути виклик Комуністичної партії". Він додав, що цей підхід, у довгостроковій перспективі, "може завдати шкоди самому Китаю, оскільки режим стає все більш крихким, ізольованим і наляканим".
Пей Міньсінь (експерт у питаннях здійснення влади в КНР, відносинам між США та Азією і демократизацією в країнах, що розвиваються) сказав що, те, як уряд КНР поводиться з Анастасією Лінь, є реальною демонстрацією взаємин у Китаї. «Вони знають, що люди будуть тремтіти за свої товсті чекові книжки та продовжувати бити поклони владі» і цей спосіб поводження з відомою людиною «є частиною ширшої стратегії — стримування потенційних критиків [влади]: забій курча — її потрібно вбити, щоб налякати всіх мавп».
Девід Фейт у Wall Street Journal назвав справу "вікном у репресії Пекіна та параноєю". Він назвав відповідь китайського уряду Анастасії Лінь "офіційним бандитизмом". 
Націоналістична газета Global Times, керована прокомуністичним китайським виданням «Женьмінь жибао», заявила, що Лінь «була збита з пантелику помилковими цінностями» і «не має  правильного розуміння країни, в якій народилася». Після заяви Global Times, газета Globe and Mail опублікувала альтернативну думку: «Китай бачить королеву краси і тікає від неї», і «Абсолютно несправедливо не допустити пані Лінь брати участь в конкурсі свого покликання через свої політичні переконання. Але вона цілком може бути спокійна, знаючи, що однією лише загрози своєї присутності було достатньо, щоб змусити тремтіти від страху світову державу».
Джефф Джейкоби, автор в The Boston Globe, заявив: «Тоталітарні режими нічим не гребують — ні політичним маніпулюванням міжнародного конкурсу краси, ні криміналізацією тихою медитації, чи  навіть шантажем батька, з метою зломити дух дочки. Протистояти таким режимам нелегко. Королева краси має мужність і шляхетні манери, тому офіційний Китай боїться її слова зі сцени. Інша молода жінка, можливо, й отримає корону королеви краси, але Анастасія Лінь по праву її вже отримала.

## Захист прав людини
Активна діяльність Лінь за права людини стала результатом її реакції на «ідеологічну обробку», яку влада Китаю змушує зазнати всіх громадян країни. У Китаї, бувши школяркою, Лінь була членом «піонерської» організації, що є складовим елементом компартії Китаю. Вона була в студентській раді, навчаючись в коледжі, допомагала поширювати пропаганду проти Фалуньгун. «Бувши школяркою, мені держава промивала мізки. Навіть перша пісня, яку ми співали в дитячому саду, була про «славетну» комуністичну партію. Я була гордим маленьким комуністом, і вчила своїх однокласників ставати зрадниками».
В інтерв'ю The New York Times вона сказала: «Одна з перших пісень, яку ми вивчили в дитячому саду називалася «Комуністична партія ближче мені, ніж мама». Коли Лінь дісталася до Канади, її мама запропонувала їй ознайомитися з альтернативними точками зору. «Моя мама показала мені багато речей, які не показують у Китаї, такі як придушення студентів на площі Тяньаньмень в 1989 році, переслідування Фалуньгун і тибетський питання. Я відчувала себе такою обдуреною, відчувала, що моє життя було наповнене брехнею протягом 13 років».
Анастасія Лінь - практикуюча за системою Фалуньгун. Вона активно виступає проти порушень прав людини в КНР, особливо щодо переслідування практикуючих Фалуньгун. У 2012 році вона стала однією з одинадцяти осіб, що були обрані для зустрічі з міністром закордонних справ Джоном Бердом після створення Канадського відділення зі свободи віросповідання. Раніше Лінь була однією з десяти молодих лідерів, які зустрічалися з секретарем міністра закордонних справ Бобом Дехертом, для консультації з того ж питання. Канадські телевізійні репортери пов'язують її перемогу на конкурсі Міс Світу 2015 з її активною і небайдужою позицією щодо прав людини.
Через активність Лінь, агенти держбезпеки Китаю погрожували її батькові, намагаючись змусити його розірвати з нею всі контакти. «Незабаром після моєї перемоги, мій батько в Китаї почав отримувати погрози від агентів держбезпеки через мою правозахисну діяльність», — писала Лінь у «Вашингтон пост», — «Звичайно, побоюючись за свій бізнес, мій батько попросив мене припинити виступати за права людини. Він сказав мені, що якщо я не зупинюся, то наші шляхи розійдуться».
У липні 2015 року Лінь була запрошена для давання свідчень перед Конгресом США на тему «Релігія з "китайською специфікою": переслідування і контроль у Китаї за Сі Цзіньпіна». Виступаючи перед Виконавчою комісією Конгресу по Китаю, Лінь сказала, що залякування і погрози, яким піддається її батько, є звичайним явищем. «Гарні люди, такі як мій батько, законослухняні громадяни і чесні бізнесмени, тепер батько боїться розмовляти зі своєю дочкою, яку колись підтримував у всьому ... тепер змушений залишити її напризволяще ... Пане голово, я сподіваюся, що Ви розумієте, що це стосується не тільки мене, а багатьох американських і канадських громадян. Ті китайці, які насмілюються висловлювати свою думку, знають, що їх близькі, що перебувають у межах досяжності режиму в Китаї, можуть заплатити за це високу ціну».
Анастасія Лінь також висловлювалася за свободу слова в Китаї в інших інтерв'ю для ЗМІ. Вона була спікером на Женевському саміті 2016 року з прав людини і демократії.

## Громадська діяльність
Невдовзі після того, як їй заборонили приїжджати в Китай, «засоби масової інформації з усього світу поквапились зв'язатися з Лінь, щоб обговорити її точку зору на зловживання Китаєм щодо прав і свобод своїх громадян», - пише Quartz. «Google Новини показують 14 700 результатів на запит "Анастасія Лінь" і "інтерв'ю"»..
New York Times пише, що це протиріччя миттєво дало їй певну репутацію. «Лінь, схоже, стала піар-кошмаром для Пекіна» ... Вона харизматична, розумна і добре тримається на публіці. Її зіткнення з урядом Китаю - ніби «бій Давида і Голіафа» - привернуло увагу засобів масової інформації і легіони прихильників по всьому світу, надавши їй широкі можливості, щоб говорити про ув'язнення і тортури, яких зазнають послідовники Фалуньгун в Китаї».
Анастасія Лінь була запрошена виступити на офіційному обіді в Національному прес-клубі - заході, який освітлюється Forbes і USA Today.
Крім своєї акторської та правозахисної діяльності, Лінь сама стала знаменитістю. У січні 2016 року вона була названа MTV Fora однією з найкращих з «25 до 25 років», у цей список також увійшли Малала, Селена Гомес і Кайлі Дженнер. Журнал Flare презентував Анастасію Лінь у «Top 60 до 30» в категорії активістів, і Марі Клер оголосила її як «Королеву краси Badass» в інтерв'ю про її роботу, після появи Лінь на дебатах в Оксфордському університеті. «Протягом всієї моєї подорожі я зустрічала багатьох людей, які дивилися на мене немов кажучи, що «які аргументи вона може навести на цих дебатах?» - сказала Линь в інтерв'ю Марі Клер. - «Але справжня сила приходить, коли ви ламаєте цей стереотип і дивуєте людей, які недооцінюють вас. Я опрацьовую всі свої дослідження та зустрічаюся з жертвами [переслідувань в КНР] про яких розповідаю».
У травні 2016 року Лінь брала участь у Форумі свободи (Oslo Freedom Forum) в Осло, де виступила з промовою про Фалуньгун, про [насильницьке] видаляння органів та становищем зі свободою віри в КНР. Джей Нордлінгер з National Review написав, що вона «незвичайна особистість», і взяв у неї інтерв'ю.
У грудні 2018 року Анастасія Лінь стала послом з канадсько-китайської політики Інституту Макдональда-Лорьє.